# Austria na Letniej Uniwersjadzie 2009
Austrię na Letniej Uniwersjadzie w Belgradzie reprezentowało 32 zawodników. Austriacy zdobyli tylko jeden medal - srebrny. 
Austria nie brała udziału w żadnym sporcie zespołowym

## Medale

### Srebro
- Clemens Zeller - lekkoatletyka, bieg na 400 m